# 제2차 세계 대전 중 지브롤터의 군사 역사

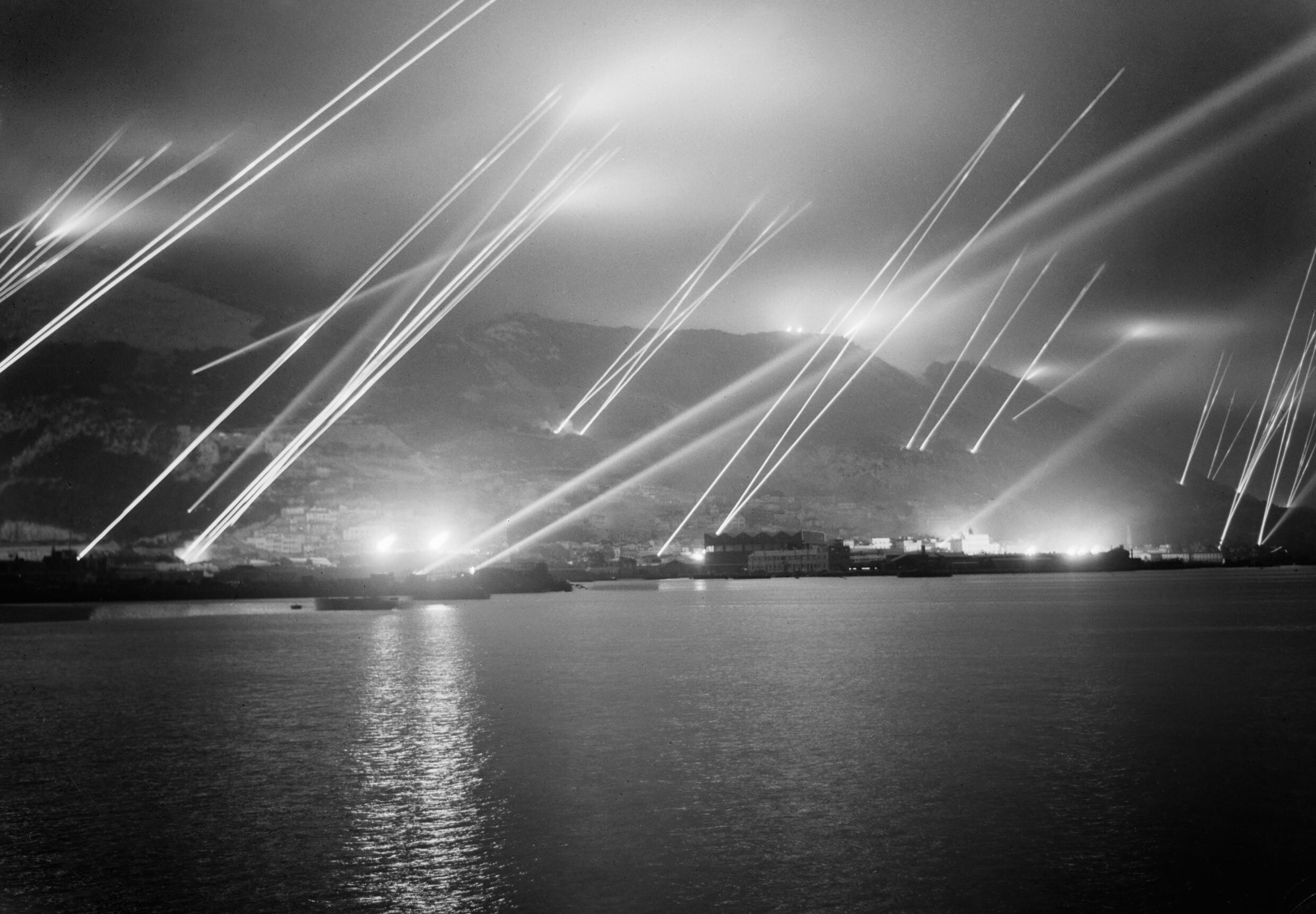
1942년 11월 20일, 지브롤터 공습 대비 훈련이 진행되면서 밤하늘에 탐조등이 켜졌다.

제2차 세계 대전 중 지브롤터의 군사 역사는 지브롤터가 18세기부터 영국의 군사적 전략지로써 중요한 요소이자 대영 제국의 중요한 요소라는 것의 위치를 부각시키는 역사이다. 지브롤터는 유럽 대륙으로 이어지는 통로였고 영국 왕립 해군의 주요 기지 중 한 곳이었다. 제2차 세계 대전 기간 동안 지브롤터는 대서양 전투와 지중해 전구 모두에서 중요한 역할을 맡았다. 지브롤터 기지는 지중해와 대서양을 잇는 모든 해상 통로를 통제할 수 있는 지역이었다.
감제고지와도 같은 위치에 있었기에 지브롤터는 대서양과 지중해에서 운용되는 배가 있던 강력히 방어된 항구를 제공했다. 영국 왕립 해군의 H 부대는 제임스 폰스 소메르빌 부제독의 지휘 하에 지브롤터에 기지를 두고 제해권 유지와 포위된 몰타섬에 있는 수송선단에 대한 호위 임무를 맡았다. 전쟁이 진행되자 지브롤터는 사르데냐에 기지를 둔 비시 프랑스와 이탈리아 왕국 공군(레지아 아에로나우티카)으로부터 폭격을 받았다. 추가적으로 이탈리아 왕립 해군(이탈리아 왕국 해군)의 특수부대인 데치마 플로틸리아 마스 소속의 잠수부와 인간 어뢰가 어뢰 공격을 실시했다. 이 이탈리아 부대는 스페인에 있는 알헤시라스 항구에 억류된 이탈리아 수송선 SS 올테라를 기지로 사용했다. 해외방첩청 소속의 스페인 및 지브롤터 요원들도 수많은 공격을 수행했다.
지브롤터 바위 내부에는 대리석으로부터 탈출할 수 있는 터널들이 건설되었다. 지하 도시를 짓기 위해 커다란 바위덩어리를 폭파시키기도 했다. 커다란 인공갱도 안에는 저장소, 관공소, 그리고 완비된 시설을 갖춘 병원이 지어졌고, 작전실과 엑스선 장비실도 모습을 갖추었다.
횃불 작전이 1942년 11월 시행될 당시 지브롤터 바위에서도 협력 작전이 있었다. 드와이트 D. 아이젠하워는 작전 총사령관이었고, 그는 작전 계획 기간 동안 지브롤터에 기지를 마련했다. 북아프리카 전역과 1943년 이탈리아 왕국의 정전협정이 이루어지자
지브롤터의 역할은 전진기지에서 후방지원거점으로 바뀌었다. 항구는 여전히 운용 중이었고, 1945년 유럽 전승 기념일까지 수송선은 지브롤터와 지중해 여러 항구를 연결했다.

## 서막과 피난
제2차 세계 대전은 지브롤터인들의 삶을 극적으로 변화시켰다. 더 많은 군대 및 해군 인력으로 지브롤터 바위의 방어력을 높이기 위해 대규모 피난을 시행하기로 결정하면서 대부분의 지브롤터인들(일부는 최대 10년 동안)은 '집'이라고 부를 곳이 없었다. 필수적인 직업을 가진 민간인들만 남을 수 있었고, 이들이 전쟁 업무에 동참함으로써 지브롤터 공동체 전체에 '영국인'이라는 자부심을 주었다.
1940년 6월 초, 약 13,500명의 피난민이 프랑스령 모로코의 카사블랑카로 배에 실려 보내졌다. 그러나 1940년 6월 말 프랑스가 나치 독일군에게 항복한 후, 친독일 성향의 새로운 프랑스 비시 정부는 카사블랑카에 지브롤터 피난민이 있는 것을 부담스러워하며 그들을 제거할 기회를 모색했다. 기회는 곧 찾아왔는데, 코모도어 크라이튼 휘하의 영국 화물선 15척이 됭케르크에서 구출된 프랑스군 15,000명을 송환하기 위해 도착했다. 구출된 자국 군인들이 하선하자, 배들은 모든 피난민을 태워갈 것에 동의할 때까지 억류되었다. 크라이튼은 배를 청소하고 재보급할 허가를 받지 못했음에도 (그리고 피난민을 태우는 것을 금지하는 영국 해군본부 명령에 반하여) 부두에 쏟아져 들어오는 대규모 민간인을 보고는 탑승을 위한 갱웨이를 열었다. 직전, 영국 함대는 독일군 손에 넘어가는 것을 막기 위해 메르셀케비르 공격에서 프랑스 군함 몇 척을 파괴했다. 1,297명의 프랑스 수병이 사망한 이 공격은 극심한 긴장을 초래했으며, 가족들은 프랑스군 병사들에게 총검으로 위협받아 들고 갈 수 있는 것만 챙겨 배에 오르도록 강요당하면서 많은 소지품을 뒤에 남겨두어야 했다. 그러나 그들이 지브롤터에 도착했을 때, 지브롤터 총독은 그들이 상륙하는 것을 허락하지 않았는데, 피난민들이 바위로 돌아오면 두 번째 피난은 사실상 불가능할 것이라고 우려했기 때문이다. 소식이 전해지자 지브롤터 중심부의 존 매킨토시 광장에 군중이 모였고, 연설이 행해졌으며, 두 명의 시 의회 의원과 교환 및 상업 도서관 대행 회장이 총독(클라이브 제라드 리델)을 만나 피난민들의 상륙을 허가해 줄 것을 요청했다. 런던으로부터 지시를 받은 후, 다른 배들이 그들을 바위에서 데려갈 때 피난민들이 돌아오는 한 상륙이 허용되었고, 7월 13일까지 지브롤터로의 재피난이 완료되었다.
영국 보수당 정치인 올리버 스탠리는 피난민들을 영국에서 받아들이는 데 동의했지만, 관련된 인원 수에 대해 지브롤터와 논쟁했다. 총독은 피난민 수를 처음에는 13,000명, 다음에는 14,000명, 마지막으로는 16,000명이라고 말했다고 그는 선언했다. 그는 영국 내 숙소 부족을 강조하며 상황을 명확히 해줄 것을 요청했고, 13,000명만 수용할 수 있으며 그중 2,000명은 포르투갈령 대서양 섬인 마데이라 제도로 보내야 한다고 주장했다. 리델 장군은 7월 19일에 "이곳은 심각하고 즉각적인 공격을 받을 수 있는 요새인데, 22,000명의 민간인이 있다. 13,000명은 모로코로 보내진 숫자이며, 그곳의 상황이 바뀌지 않았다면 더 많은 인원이 보내졌을 것이다."라고 답했다. 런던에서 피난민들은 영국 보건부의 관리를 받았고, 많은 이들이 켄징턴 지역에 수용되었다. 런던에 대한 공습이 격화되고 피난민들의 생활 환경을 묘사하는 가슴 아픈 편지들이 도착하면서 지브롤터에서는 그들에 대한 우려가 커졌다.
9월에는 피난민들 사이에서, 그리고 지브롤터에서, 지브롤터인들을 다시 피난시킬 가능성이 논의되고 있다는 소문이 돌기 시작했다. 이번 목적지는 서인도 제도의 자메이카였다. 많은 논쟁 끝에 지브롤터에서 직접 섬으로 일행을 보내기로 결정했고, 10월 9일 1,093명의 피난민이 자메이카로 직접 떠났으며, 이후 더 많은 인원이 뒤따랐다. 그러나 청원이 이어졌고, 부분적으로는 전략적인 이유와 가용한 선박 부족으로 인해 요구가 받아들여졌다. 따라서 1940년 말의 상황은 대략 2,000명의 피난민이 자메이카에, 소수의 인원이 마데이라 제도에 있었으며, 약 10,000명의 대다수는 런던 지역에 수용되어 있었다.

## 영국 왕립 공군의 개입: 1939년~1941년

새로운 비행장 건설 중인 불도저와 증기 롤러. 이 비행장은 1941년 11월에 지브롤터 공항이 된다.

견고한 지표 활주로 건설은 1939년 말에 시작되었고 1940년에는 기존 활주로를 1,550야드 (1,417m) 길이로 확장할 것을 제안했다. 1941년 말에 '노스 프론트'에 영국 왕립 공군 기지를 건설하는 것과 함께 매립이 시작되었다. 영국 왕립 공군은 이때 다음 비행대대를 지브롤터에 파견했고, 1939년 9월에 독일에 대한 전쟁이 선포되었으며, U보트들이 지브롤터 해협에 집중하고 스페인 항구 시설을 사용할 가능성이 해군본부의 사고에 크게 부각되었다. 그래서 1939년 9월 9일 UTC 09:00에 영국 왕립 공군 202비행대대는 장비를 가득 싣고 지브롤터로 이동하라는 명령을 받았다.
1939년 9월 25일, 영국 왕립 공군 200 (해안) 비행단은 202비행대대를 통제하는 영국 왕립 공군 지중해 본부의 하위 편제로 창설되었다. 이 비행단의 기능은 지브롤터에서 활동하는 영국 왕립 공군 부대들을 통제하는 것이었다. 1940년 말, 이 비행단은 영국 왕립 공군 해안사령부로 이전되었다. 이후 1942년 초에 작전을 시작하는 통합 본부가 형성되었다.

## 스페인의 군사 행동 위협
1940년 6월 19일, 스페인 지도자 프란시스코 프랑코는 스페인 정부가 추축국에 가입하는 것에 대해 독일 정부에에 제안했고, 1940년 7월 18일에는 스페인이 지브롤터를 재탈환하고 북아프리카에서 스페인의 이익을 확대할 200만 명의 군인을 준비시켰다고 선언했다. 이 위협들은 아무런 결과로 이어지지 않았는데, 스페인이 지브롤터의 방어가 얼마나 잘 되어 있는지, 그리고 스페인 항구 봉쇄, 특히 석유 수입에 대한 경제적 영향을 깨달았기 때문에 추축국과 함께 전쟁에 참여하겠다는 제안을 철회했다.

## 비시 프랑스의 공격: 1940년
1940년 7월 18일, 영국군의 메르셀케비르 공격 이후, 비시 정부는 이에 대한 보복으로 지브롤터 폭격을 승인했다. 피해는 거의 보고되지 않았지만, 첫 사상자가 발생했다. 이 공격은 소극적이었고 대부분의 폭탄은 고의로 목표에서 벗어나 떨어졌다. 그러나 한 명의 병사와 네 명의 민간인이 폭격으로 사망했다.
9월 24일, 이탈리아 스테파니 통신사는 다음과 같이 보도했다. "어제 아침 다카르 폭격에 대한 보복으로, 프랑스령 모로코에 기지를 둔 120대의 프랑스 항공기가 지브롤터를 공격했다." 같은 날, UPI는 다음과 같이 보도했다. "프랑스 정부는 프랑스 항공기가 지브롤터를 공격했다는 보고를 공식적으로 부인했다. 현재까지 어떤 보복도 이루어지지 않았다." 그러나 UPI 보도는 "프랑스의 보복이 임박했다"는 불길한 언급으로 끝났다.
다시 같은 날, 비시 프랑스 정부는 지브롤터의 해군 기지와 도시에 폭격을 가하라는 명령을 내렸다. 그 결과, 비시 프랑스 공군의 폭격 비행대 6개와 프랑스 해군의 비행대 4개가 작전에 동원되었다. 64대의 폭격기는 오랑, 타파루이 (알제리), 메크네스, 메디우나, 그리고 포르리요테이 (모로코)에 있는 기지에서 비행했다. 프랑스의 행동은 독일 휴전 위원회와 이탈리아 휴전 위원회 모두의 승인을 받았다.
프랑스군은 공습 중 지브롤터에 150개의 폭탄을 투하했다. 그들은 요새에 막대한 피해를 입혔으며, 그 과정에서 영국 항공기는 전혀 만나지 않았다. 방파제와 항구에 정박해 있던 대형 선박이 심하게 손상되었다. 지브롤터 북부에서는 화재가 발생했다. 그러나 비시 프랑스군의 폭탄 대부분은 다시 바다에 떨어졌다.
9월 25일, 프랑스군은 더 큰 규모의 83대의 폭격기를 동원하여 해군 기지와 항만 시설에 추가적인 피해를 입히기 위해 돌아왔다. 다시 영국 왕립 공군 항공기는 나타나지 않았다. 그러나 프랑스 승무원들은 심한 대공포화를 겪었다고 보고했다. LeO 451 폭격기 1대가 격추되었고, 이틀간의 폭격 공격 동안 13대의 다른 항공기가 경미한 손상을 입었다. 영국 무장 트롤선 틀:HMT는 폭탄에 의해 침몰했고, 몇몇 민간인이 사망했다. 비시 당국은 영국이 다카르를 계속 공격하는 한 지브롤터에 대한 폭격은 계속될 것이라고 명확히 밝혔다.
9월 25일의 공습은 비시 프랑스군이 지브롤터에 가한 마지막 공격이었다.

## 펠릭스 작전: 1940년~1941년

앙다예 회담. 프랑스 앙다예 철도역에 있는 아돌프 히틀러와 프란시스코 프랑코.

지브롤터 항구에 대한 공중 공격을 위해 충분한 성공을 보장할 병력이 지정되어야 한다. 해군 목표에 대한 후속 작전과 바위 공격 지원을 위해 주로 급강하 폭격기 부대가 스페인으로 이동해야 한다. 지상 목표에 대한 사용을 포함하여 충분한 대공 포병이 육군 부대에 할당되어야 한다.
— 펠릭스 작전, 지시문 제18호, 제4부: 루프트바페 by 아돌프 히틀러

바위는 전쟁을 비교적 무사히 넘겼지만, 그 전략적 중요성 때문에 나치 독일은 지브롤터를 점령할 계획을 세웠다. '펠릭스'라는 암호명이 붙은 이 계획은 아돌프 히틀러 자신이 서명했으며, 최고 사령부 수준에서 수립되었다. 허가를 받든 안 받든 독일은 스페인을 통해 진입하여 지브롤터를 공격하여 영국군을 서부 지중해에서 몰아낼 계획이었다. 지브롤터가 독일군 수중에 들어가면 지브롤터 해협은 연합군에게 효과적으로 봉쇄되어, 아시아로 향하는 연합군 선박은 지중해와 수에즈 운하를 통한 짧은 경로 대신 아프리카를 완전히 돌아 항해해야만 했다. 바위는 프랑스를 출발하여 스페인 공군 기지에 착륙하는 항공기들에 의해 심하게 급강하 폭격될 예정이었다. 스페인이 기지를 점령하는 것을 막기 위해 독일 계획가들은 지브롤터 최종 공격은 독일군 단독으로 수행하기로 결정했다.
1940년 여름과 가을에 국방군이 상세히 수립했던 이 작전은 정부 최고위층에서의 외교적 실패(한다예 회담)로 인해 1941년 초에 실행되지 못했다.
루트비히 퀴블러 장군의 49군단이 바위에 대한 실제 공격을 수행할 것이었다. 공격 병력은 보병연대 그로스도이칠란트, 제1산악사단의 98연대, 중포 및 중포병대대 26개, 관측대대 3개, 공병대대 3개, 연막대대 2개, 브란덴부르거즈 150명 분견대, 그리고 고폭탄으로 가득 찬 최대 150대의 소형 원격 조종 철거 차량(골리아트)으로 구성될 것이었다.
연합군 작전의 일환으로 독일 공군(루프트바페)은 Ju 88A와 슈투카, 메서슈미트, 경대공포대 3개, 중대공포대 3개를 지원할 것이었다. 나치 독일의 전쟁해군은 U보트를 사용하여 영국 해군 이동을 방해하고 해안 포대를 설치하여 영국 왕립 해군을 더욱 저지하는 방식으로 협력할 것이었다.
1941년 3월 10일, 바르바로사 작전이 임박함에 따라 펠릭스 작전은 펠릭스-하인리히 작전으로 수정되었다. 이는 독일군이 소련에서 철수하여 지브롤터를 점령하는 계획이었다. 그러나 스페인 독재자 프란시스코 프랑코의 완고함으로 인해 작전은 연기되고 수정되었으며 결국 포기되었다.

## 이탈리아의 지브롤터 폭격
From Sardinia, Italian Piaggio P.108 bombers attacked Gibraltar several times, mainly in 1942. The last raids on Gibraltar were during Operation Torch, when the same bombers also attacked Oran.
The only unit of the Regia Aeronautica (Royal Air Force) ever to fly the Piaggio P.108 was the "274th Long-Range Bombardment Squadron". This unit was formed in May 1941 around the first machines that came off the assembly lines. The training of the crews lasted far longer than anticipated and only in June 1942 the 274th became operational. The most spectacular raids with the P. 108 bombers were flown in October 1942 when several night attacks against Gibraltar were undertaken from Sardinia.
After the armistice of Cassibile (8 September), the German-allied Italian Social Republic launched at least two raids on Gibraltar: one on the night of 4–5 June 1944 with ten SM.79bis aircraft and another on 6 June with nine aircraft. Both sorties were undertaken by the Gruppo Aerosiluranti "Buscaglia–Faggioni".
| 날짜               | 부대                                                    | 폭격기 | 수량 |
| 1940년 7월 17/18일 | Reparto sperimentale                                    | SM.82  | 3    |
| 1940년 7월 25/26일 | Reparto sperimentale                                    | SM.82  | 3    |
| 1940년 8월 20/21일 | Reparto sperimentale                                    | SM.82  | 2    |
| 1941년 6월 6일     | Reparto sperimentale                                    | SM.82  | 1    |
| 1941년 7월 11일    |                                                         | SM.82  | 1    |
| 1941년 7월 13일    |                                                         | SM.82  | 1    |
| 1941년 7월 14일    |                                                         | SM.82  | 1    |
| 1942년 4월 1일     | 47ª Squadriglia                                         | SM.82  | 3    |
| 1942년 6월 28/29일 | 274ª Squadriglia Autonoma Bombardamento a Grande Raggio | P.108B | 5    |
| 1942년 7월 3일     | 274ª Squadriglia Autonoma Bombardamento a Grande Raggio | P.108B | 1    |
| 1942년 9월 24일    | 274ª Squadriglia Autonoma Bombardamento a Grande Raggio | P.108B | 2    |
| 1942년 10월 20일   | 274ª Squadriglia Autonoma Bombardamento a Grande Raggio | P.108B | 4    |
| 1942년 10월 21일   | 274ª Squadriglia Autonoma Bombardamento a Grande Raggio | P.108B | 3    |
| 1943년 7월 19일    | 132º Gruppo Autonomo Aerosiluranti                      | SM.79  | 10   |

1. ↑  빗금 표시는 야간 공습을 나타낸다.
2. ↑  "실험 부서"
3. ↑  "제47 비행대"
4. ↑  "제274 독립 장거리 폭격 비행대"
5. ↑  "제132 독립 어뢰 폭격기 비행대"
6. ↑  스콜리오 작전: 실제로 이륙한 항공기는 9대뿐이었고, 그 중 2대만이 목표에 도달하여 항구에 어뢰를 투하할 수 있었다.

## 이탈리아 잠수부 공격 1940년~1943년
"지브롤터의 떠다니는 트로이 목마"로 알려진 데치마 플로틸리아 마스는 파시즘 정부 동안 창설된 이탈리아 코만도 잠수부 부대로, 지브롤터 항구에 대한 수많은 공격에 참여했다.
지브롤터는 영국 군함과 연합 상선의 피난처로 여겨졌기 때문에 이탈리아군에게 매우 유혹적인 목표였다. 이탈리아 잠수부들은 원래 스페인 여성인 콘치타 라모니뇨와 결혼한 이탈리아 장교가 소유한 지브롤터에서 3km 떨어진 스페인 빌라(빌라 카르멜라)를 사용했다. 그들의 기지는 나중에 알헤시라스에 억류된 이탈리아 유조선 SS 올테라로 옮겨졌다.
| 날짜             | 지브롤터에서 데치마 플로틸리아 마스의 작전 연대기 |
| ---------------- | --- |
| 1940년 8월 21일  | 이탈리아 잠수함 이리데는 1940년 8월 22일 지브롤터를 공격할 계획으로 라스페치아를 떠났다. |
| 1940년 9월 24일  | 주니오 발레리오 보르게세가 지휘하는 이탈리아 잠수함 시레는 3개의 유인 어뢰와 6명의 승무원을 싣고 라스페치아를 떠났다. 영국 함대가 시레가 위치를 잡기 전에 지브롤터를 떠났기 때문에 공격은 9월 29일에 취소되었고 잠수함은 라마달레나로 돌아가라는 명령을 받았다. |
| 1940년 10월 21일 | 시레는 3개의 유인 어뢰와 6명의 승무원을 싣고 라스페치아를 떠나 지브롤터로 항해했다. 유인 어뢰에 오작동이 발생하여 하나만 항구에 진입했지만, 선박에 피해를 입히지 못했다. 승무원 중 2명은 포로로 잡혔고 나머지 4명은 스페인으로 탈출하여 결국 이탈리아로 돌아갔다. 탈출한 4명 중에는 테세오 테세이와 알치데 페드레티가 포함되어 있었다. 그들의 유인 어뢰는 나중에 에스피곤 만 해안으로 떠내려왔고, 스페인 당국에 의해 억류되었다.                                 |
| 1941년 5월 25일  | 시레는 3개의 유인 어뢰를 싣고 라스페치아를 떠났다. 카디스 (스페인)에서 유조선 풀고르에서 비밀리에 6명의 승무원을 태웠다. 그들은 지브롤터에서 군함을 찾지 못했는데, HMS 레노운, 아크 로열, 셰필드가 5월 27일에 침몰한 독일 전함 비스마르크 수색 작전의 일환으로 대서양으로 이동하라는 명령을 받았기 때문이다. 정박지에 있는 상선에 대한 공격 시도는 실패했고, 승무원들은 스페인으로 탈출하여 비행기로 이탈리아로 돌아갔다.                                        |
| 1941년 9월 10일  | 시레는 3개의 유인 어뢰를 싣고 라스페치아를 떠났다. 카디스에서 6명의 승무원을 비밀리에 태우고 3척의 선박을 침몰시켰는데, 덴비데일과 피오나 셸이라는 두 척의 유조선과 더럼이라는 화물선이었다. 어뢰 승무원들은 장치를 버린 후 스페인 영토로 헤엄쳐 갔고 나중에 이탈리아로 돌아왔다. |
| 1942년 7월       | 이탈리아 잠수부들은 지브롤터 근처의 알헤시라스에 억류된 이탈리아 화물선 올테라에 기지를 설치했다. 모든 물자는 스페인을 통해 비밀리에 이동해야 했기 때문에 작전이 제한되었다. |
| 1942년 7월 13일  | 이탈리아 잠수부 12명이 알헤시라스 만의 빌라 카르멜라에서 지브롤터 항구로 헤엄쳐 들어가 폭발물을 설치하여 화물선 4척 (메타, 엠파이어 스나이프, 배런 더글러스, 슈마)을 침몰시켰다. |
| 1942년 9월 15일  | 이탈리아 잠수부들이 증기선 레이븐스 포인트를 침몰시켰다. |
| 1942년 12월 8일  | 3척의 어뢰에 탑승한 6명의 이탈리아인이 올테라를 떠나 영국 군함 HMS 넬슨, 포미더블, 퓨리어스를 공격했다. 영국 순찰정은 폭뢰로 어뢰 승무원 1명(비신티니 중위와 마그로 부사관)을 사살했다. 그들의 시신은 수습되었고, 그들의 오리발은 지브롤터의 영국 경비 잠수부 두 명, 시드니 놀스와 라이오넬 크랩 사령관이 가져가 사용했다. 영국 순찰정은 다른 어뢰를 탐지하여 추격하고 총격을 가하여 승무원 2명을 포획했다. 남은 어뢰는 후방 탑승자를 잃은 채 올테라로 돌아왔다. |
| 1943년 5월 8일   | 이탈리아 유인 어뢰 3개가 화물선 올테라를 떠나 악천후 속에서 지브롤터를 공격하여 미국 리버티선 팻 해리슨과 영국 화물선 마흐수드, 카메라타를 침몰시켰다. |
| 1943년 8월 3일   | 이탈리아 유인 어뢰 3개가 올테라를 떠나 지브롤터를 공격했고, 다시 노르웨이 선박 토르스회프디, 미국 리버티선 해리슨 그레이 오티스, 영국 선박 스탠리지 등 3척의 상선을 침몰시켰다. |

## 스페인발 해외방첩청 사보타주
이탈리아군의 활동보다 덜 알려진 것은 독일군에 의해 캄포 데 지브롤터에서 모집된 스페인 및 지브롤터 요원들이 수행한 사보타주 작전과 림펫 마인 공격이었다. 해외방첩청은 스페인 참모 장교이자 팔랑헤당의 일원이자 캄포 지역 정보 작전의 조정관인 엘레우테리오 산체스 루비오 중령과 접촉하여 지브롤터에 접근할 수 있는 사보타주 요원 네트워크를 구축했다. 산체스 루비오는 팔랑헤당의 일원이기도 한 에밀리오 플라자스 테헤라를 조직의 작전 책임자로 지명했다. 사보타주 작전의 대부분의 모집자는 캄포 출신의 스페인인이었다. 금전적 보상, 이념적 헌신, 그리고 일부 위협과 협박의 조합이 상당수의 요원들을 모집하는 데 사용되었다. 영국 정보부에 따르면, 지브롤터에 대한 첩보 및 사보타주 작전에 관련된 스페인인과 지브롤터인 요원은 최소 183명이었다.
사보타주 작전은 1940년 늦가을 베를린에서 명령되었지만, 실제 작업은 1941년 초까지 시작되지 않았다. 첫 작전은 실패했다. 지브롤터로 폭탄을 밀수하려던 첫 시도는 타이머 장치가 불량하여 중단되었다. 2월에는 북쪽 터널에서 대규모 폭발이 있었고, 4월에는 비행장 근처에서 폭탄이 터졌다. 그러나 1941년 6월, 영국 정보부는 독일 요원의 연합군 화물선 옆에 지뢰를 부착하려는 새로운 시도를 좌절시켰다. 또 다른 시도는 플라자스가 탄약고 안에 폭탄을 설치했지만 폭발물을 작동시킬 수 없어서 실패했다. 작전이 성공하기 시작한 것은 1942년이 되어서였다. 1942년 1월, 두 명의 스페인 요원이 노스 프론트 활주로에서 항공기 두 대를 파괴하는 데 성공했다.
독일군의 자금, 훈련, 장비 지원을 받은 스페인 사보타주 요원들은 무장 트롤선 틀:HMT을 침몰시키고 보조 기뢰 제거선 틀:HMT를 파괴하여 1942년 1월 18일 항공모함 HMS 아거스 (I49)의 장교 1명과 영국 해군 수병 6명이 사망했다. 플라자스는 푸엔테 마요르카의 스페인 해군 사령관 마누엘 로메로 흄의 도움을 받아 그곳에 로잉보트를 상륙시킬 수 있었다. 그러나 영국 정보부는 사보타주 작전을 저지할 수 있었다. 1942년 3월, 독일군을 위해 일하는 가장 저명한 요원 중 한 명으로, 해외방첩청의 군사 이동 정보 수집을 담당했던 지브롤터인 호세 키가 체포되어 1942년 말 왕즈워스 교도소에서 처형되었다. 1942년 9월까지, 당시 영국군에 의해 활동이 면밀히 감시되던 플라자스는 사임하고 그의 부하인 카를로스 칼보에게 작전 지휘를 맡겼다. 1942년 말, 베를린의 독일군 본부는 사보타주 작전 확대를 명령했다. 1943년 초, 스페인에 경험 많은 해외방첩청 작전 책임자가 도착하면서 작전의 범위가 향상되었다.
1943년 3월, 칼보의 요원들이 탄약고를 폭파시켰다. 일부 사보타주 요원들을 의심하기 시작한 영국은 그들의 지브롤터 입국을 금지시켰다. 이로 인해 해외방첩청은 칼보에게 새로운 인력을 요청해야 했다. 지브롤터 바위에서 일하던 스페인인 호세 마르틴 무뇨스는 1943년 6월 30일 콜링 섬의 대형 연료 탱크에서 발생한 폭발과 화재의 원인이었다. 그러나 이 임무는 무뇨스에게 처음이자 마지막 임무가 될 것이었는데, 그는 8월에 래기드 스태프 동굴 안에 있는 무기 창고에 폭탄을 밀수하려다가 영국 당국에 의해 갇히고 체포되었기 때문이다. 사보타주 요원으로 사형 선고를 받은 그는 1944년 1월 11일 영국 사형 집행자 알버트 피어포인트에 의해 지브롤터에서 교수형에 처해졌다. 무관한 해외방첩청 사보타주 네트워크의 일원인 루이스 로페스 코르돈-쿠엔카(1943년 체포)도 같은 날 피어포인트에 의해 처형되었다. 칼보 자신도 스페인 경찰에 의해 체포되어 무력화되었다. 그는 12월에 다시 자유의 몸이 되었고, 볼프강 블라움 또는 바우만(스페인 사보타주 부서 책임자)의 직접적인 명령에 따라 마드리드의 해외방첩청에 재합류했다. 친연합국 성향의 호세 엔리케 바렐라 장군에 대한 산체스 루비오 네트워크의 요원 후안 호세 도밍게스에 의한 팔랑헤당의 암살 시도와 앤서니 이든과 런던 주재 스페인 대사 야코보 피츠-제임스 스튜어트, 제17대 알바 공작 간의 회담 이후, 지브롤터 주변의 해외방첩청 활동은 종말을 고했다.

## 트레이서 작전: 1941년~1942년

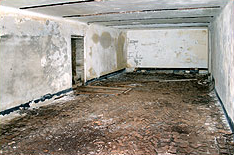
트레이서 작전의 스테이 비하인드 동굴의 주 공간.

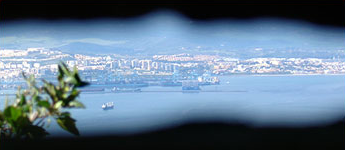
트레이서 작전 서쪽 관측 초소의 관측 틈새를 통한 지브롤터만의 모습.

트레이서 작전은 지브롤터가 추축국에 점령될 경우에만 실행될 예정이었던 최고 기밀의 영국 스테이-비하인드 첩보 임무였다. 여섯 명의 남자가 동굴에 밀봉되어 7년 동안 버틸 수 있는 충분한 보급품과 함께 남겨질 예정이었다. 두 명의 의사, 세 명의 통신병, 그리고 그들의 지휘관으로 구성된 자원 봉사자들은 항구를 내려다보는 305mm x 152mm 크기의 틈과 지중해를 내려다보는 숨겨진 야외 테라스가 있는 관측 초소를 운영할 것이었다. 팀은 모든 선박 이동 정보를 영국 해군본부에 전송할 예정이었다.
그들은 탈출할 방법이 없으며, 방 안에서 죽는 사람은 누구든 방부 처리되어 벽돌 바닥에 시멘트로 고정될 것이라는 말을 들었다.
1941년 말 침략 위협이 명확하게 느껴지자, 트레이서 작전 하에 일련의 비밀 관측소(처음에는 지브롤터에, 나중에는 몰타와 아덴과 같은 다른 지역에)를 건설하려는 아이디어가 구상되었다.
지브롤터에서의 작업은 지휘관 제프리 벌리와 수석 엔지니어 포드햄 대령의 지휘 하에 즉시 시작되었다. 바위의 남쪽 끝에 위치한 로드 에어리 포대에 선택된 장소에는 이미 로드 에어리 쉼터를 위한 기존 터널 계획이 있었다. 장비에 대한 광범위한 시험은 1942년 1월 MI6 무선 전문가 리처드 갬비어-패리 대령의 감독 하에 시작되었다. 또한 이러한 이상하고 까다로운 임무에 필요한 인력 유형에 대해서도 많은 고심이 이루어졌다. 로버트 팰컨 스콧의 불운한 테라노바 원정에 참여했던 조지 머레이 레비크가 생존 기술에 대한 조언을 위해 외과 부사령관으로 소집되었다. 식단, 운동, 위생, 의류와 같은 실질적인 문제뿐만 아니라 중요한 "인력 심리"도 고려해야 했다. 전체 팀은 1942년 여름 말까지 배치되었고, 그들의 동굴은 완전히 장비를 갖추고 점유할 준비가 되었다. 작전의 모든 측면에 대한 종합 매뉴얼이 준비되었으며, 향후 전쟁에 대비하여 전 세계에 유사한 비밀 감시 초소를 준비해야 한다고 판단되었다. 그러나 아돌프 히틀러가 지브롤터에서 동부 전선으로 관심을 돌리면서 트레이서 작전은 필요 없게 되었다.
이 작전은 영국 큐 (런던)에 있는 공공 기록 보관소에서 서류가 발견되기 전까지는 미스터리에 싸여 있었다. 이전에 1960년대에는 이 이야기의 세부 사항이 그의 정보 기관 접촉자들에 의해 한 기자에게 전달되었고, 그는 이를 "원숭이 작전"으로 작성했지만, 사실은 매우 드물었다.
1997년에 "스테이 비하인드 동굴"(별칭)이 지브롤터 동굴 탐험단에 의해 지브롤터에서 발견되었지만, 이 임무와 관련된 어떤 사람으로부터도 기록이 얻어지지 않았다. 이 발견은 그룹이 터널에서 강한 바람을 만났을 때 이루어졌다. 추가 탐색을 통해 그들은 사용되지 않았고 50년 이상 봉인되어 있던 방으로 벽을 뚫고 들어갈 수 있었다.
2006년 11월, 짐 크론과 왕립 지브롤터 연대의 수석 터널 가이드인 피트 잭슨 상사는 아마도 트레이서 작전의 유일한 생존자인 W. A. 브루스 쿠퍼 박사를 영국에 있는 그의 집에서 만났다. 당시 92세였던 쿠퍼는 영국 해군 예비역의 외과 중위로서 임무에 직접 참여한 덕분에 작전에 대한 진실을 밝힐 기회를 제공했다. 그는 동료들, 훈련, 그리고 임무에 대한 자신의 감정에 대한 이야기를 회상했다.

## 지중해 U보트 작전: 1941년~1944년
지중해 U보트 작전은 대략 1941년 9월 21일부터 1944년 5월까지 지속되었다. 전쟁해군은 지브롤터, 몰타, 수에즈를 고립시키고 영국의 무역로를 방해하려 했다. 60척 이상의 U보트가 지중해에서 연합군 선박을 차단하기 위해 파견되었다. 이들 U보트 중 상당수는 영국이 통제하는 지브롤터 해협을 통과하려다 공격을 받았다. 9척의 U보트가 통과 시도 중 침몰했으며, 10척 이상이 손상되었다.

## 북아프리카 전역: 1942년

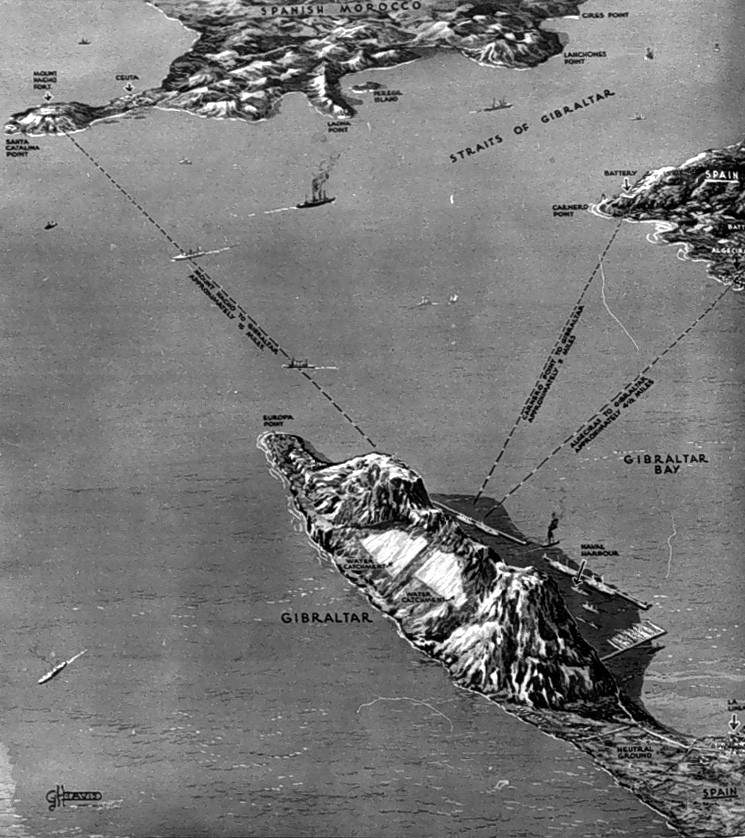
1939년 일러스트레이티드 런던 뉴스에 게재된 지브롤터 해협 지도.

진주만 공격 이후 연합군의 반격 계획은 1942년 중반까지 계속 진행되었다. 1943년 유럽 침공은 실현 불가능했지만, 총리 윈스턴 처칠이 말했듯이 연합군은 지중해를 통해 "유럽의 부드러운 하복부"를 공격할 수 있었다. 프랭클린 루스벨트 미국 대통령과 처칠이 고안하고 횃불 작전이라는 암호명이 붙은 이 계획은 프랑스령 북아프리카, 즉 프랑스령 모로코, 프랑스령 알제리, 그리고 튀니스 베이국을 점령하는 것이었다. 이 프랑스 식민지들로부터 이탈리아를 전쟁에서 몰아낼 공격이 시작될 수 있었다.
1942년 7월, 드와이트 D. 아이젠하워 육군 중장[I]은 횃불 작전의 연합군 최고 사령관으로 임명되었다. 처칠은 전쟁 중 최초의 대규모 영미 연합 작전인 이 작전의 임시 본부로 지브롤터를 아이젠하워 장군 지휘하에 두었다. 그는 1942년 11월 5일 횃불 작전 자체의 지휘뿐만 아니라 지브롤터의 군사 지휘도 맡기 위해 지브롤터에 도착했다.
아이젠하워 장군은 공식 지브롤터 총독 관저인 콘벤트에 머물렀지만, 그의 작전 본부는 바위 중심부의 터널 안에 있는 작은 방에 있었다. 아이젠하워 장군은 회고록에서 다음과 같이 썼다.
바위 아래 지하 통로는 유일하게 이용 가능한 사무실 공간을 제공했으며, 그곳에는 세 공격 부대 사령관들과 연락을 유지할 것으로 예상되는 통신 장비가 배치되어 있었다. 터널의 영원한 어둠은 희미한 전구에 의해 부분적으로 뚫려 있었다. 블록만큼 긴 통로의 축축하고 차가운 공기는 정체되어 무거웠으며, 요란하게 돌아가는 선풍기에도 불구하고 눈에 띄게 반응하지 않았다. 아치형 천장에서는 표면수의 끊임없는 똑똑 떨어지는 소리가 들렸고, 이는 군사 계획이 완료된 후 항상 발생하는 끝없는, 거의 견딜 수 없는 기다림의 순간들을 충실하지만 지루하게 표시했다.

수많은 수송선에 실린 10만 명의 병사들이 지브롤터로 집결했다. 모든 종류의 항공기 400대 이상이 지브롤터 활주로 주변 분산 지역에 빽빽하게 채워졌다. 전투기들은 상자에 실려 운송되어 비행장에서 조립되었다. 모든 가용한 저장 공간은 탄약, 연료 및 기타 필수 보급품으로 가득 찼다. 168명의 미국 조종사들이 노스 프론트의 영국 왕립 공군 숙소에 수용되었다.
1942년 11월 8일, 지브롤터에서 출발한 466대의 항공기가 점령된 북아프리카 비행장에 착륙했다.
지브롤터에 있는 본부에서 아이젠하워 장군과 앤드루 커닝엄 경[III]은 제2차 세계 대전 중 미국과 영국군이 참여한 최초의 대규모 연합 전투 작전인 횃불 작전을 지휘했다.

### 전쟁 터널
지브롤터가 몇 개의 방어 시설만으로 보호되는 작은 마을이었다는 점을 고려할 때, 해결책은 지브롤터 바위의 자연적 보호 안에 대규모 터널과 방들을 건설하는 것이었다. 이 바위 안의 "도시"에는 자체 발전소, 급수 시설 및 병원이 있었다. 이곳에 배치된 일부 병사들은 몇 달 동안 햇빛을 보지 못할 것이었다. 다이아몬드 팁 드릴을 가진 유일한 병사인 캐나다 공병대 2개 중대와 영국 공병대 5개 중대는 당시 불가능하다고 여겨졌던 약 30km의 터널을 추가로 건설했다. 이는 바위 위의 3만 명의 모든 병력을 수용하기에 충분했다. 오늘날 이 바위에는 도로보다 더 많은 터널이 있다.

## 브와디스와프 시코르스키의 죽음: 1943년

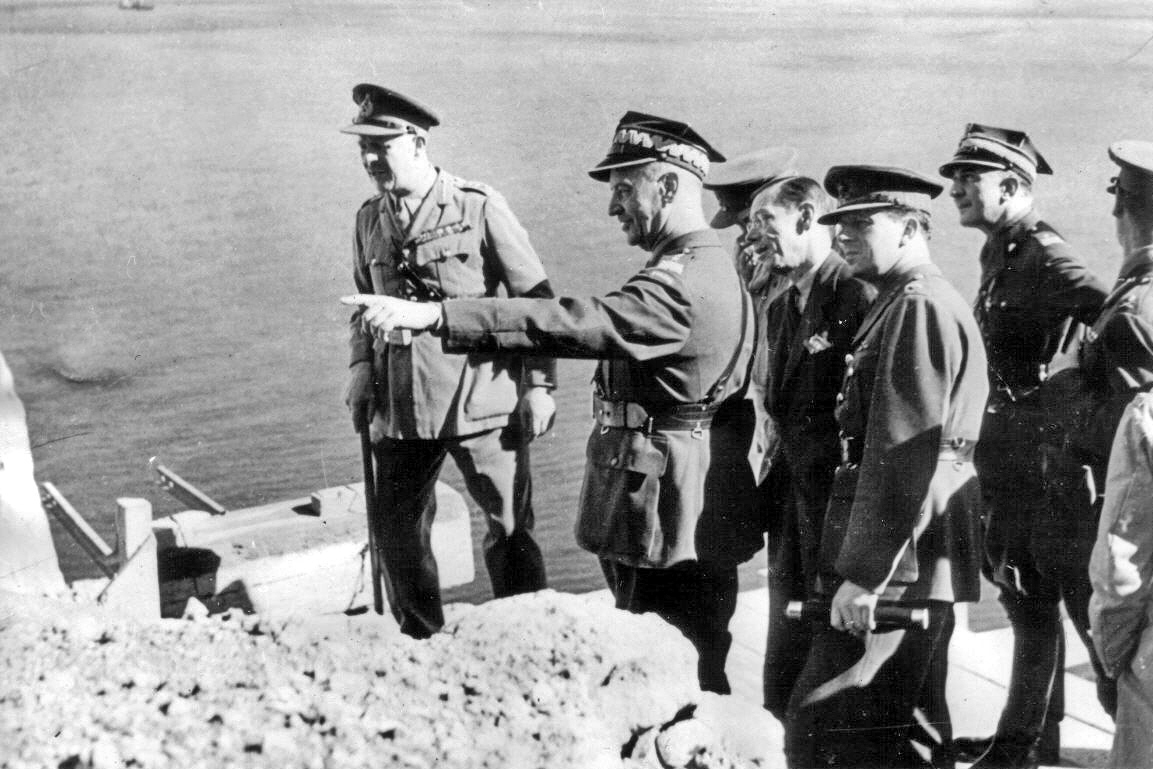
지브롤터 바위 꼭대기에서 지브롤터 요새를 둘러보는 시코르스키

1943년 7월 4일, 영국 왕립 공군 수송사령부 소속의 리버레이터 폭격기가 지브롤터에서 영국으로 이륙했다. 탑승자 중에는 폴란드 런던 망명 정부의 총리이자 군 총사령관인 브와디스와프 시코르스키 장군이 중동에 있는 폴란드군을 방문하고 돌아오는 길이었다.
항공기는 활주로에서 정상적으로 상승하여 속도를 내기 위해 수평 비행했지만, 갑자기 고도를 잃고 항구에 추락했다. 62세의 장군은 15명의 다른 사람들과 함께 사망했다. 유일한 생존자는 체코 태생의 조종사 에두아르트 프르할로, 영국 왕립 공군 보트에 의해 구조되었다. 시코르스키의 딸을 포함한 5명의 승객과 승무원의 시신은 끝내 발견되지 않았다.
시코르스키 장군과 그의 참모총장 킬리메키 장군의 관은 폴란드 국기로 덮여 성모 마리아 대성당에 안치되었다. 레퀴엠 미사 후, 시신은 완전한 군사 예우와 함께 H.M. 조선소로 행렬을 이루어 언젠가 시코르스키 장군의 유해가 해방된 폴란드로 돌아갈 것을 기대하며 런던으로 선박으로 운송되었다. 조선소로 가는 길은 영국군으로 가득 찼고, 관은 폴란드 군인들이 운반하고 호위했다.

### 조사
1943년 영국 조사 위원회는 시코르스키의 리버레이터 II AL523 추락 사고를 조사했지만, 사고의 원인을 규명하지 못하고 단지 사고였다고 결론 내렸다. 그리고 "확인할 수 없는 이유로 항공기가 통제 불능 상태가 되었다"고 밝혔다. 대중적인 이론은 불충분한 기술 정비로 인한 항공기 조종 장치 고착이었다. 법원의 판결에도 불구하고, 사건의 정치적 맥락과 여러 가지 의심스러운 상황이 맞물려 시코르스키의 죽음이 사고가 아니라 소련, 영국, 심지어 폴란드 음모의 직접적인 결과일 수도 있다는 추측이 즉시 제기되었다.

## 여파

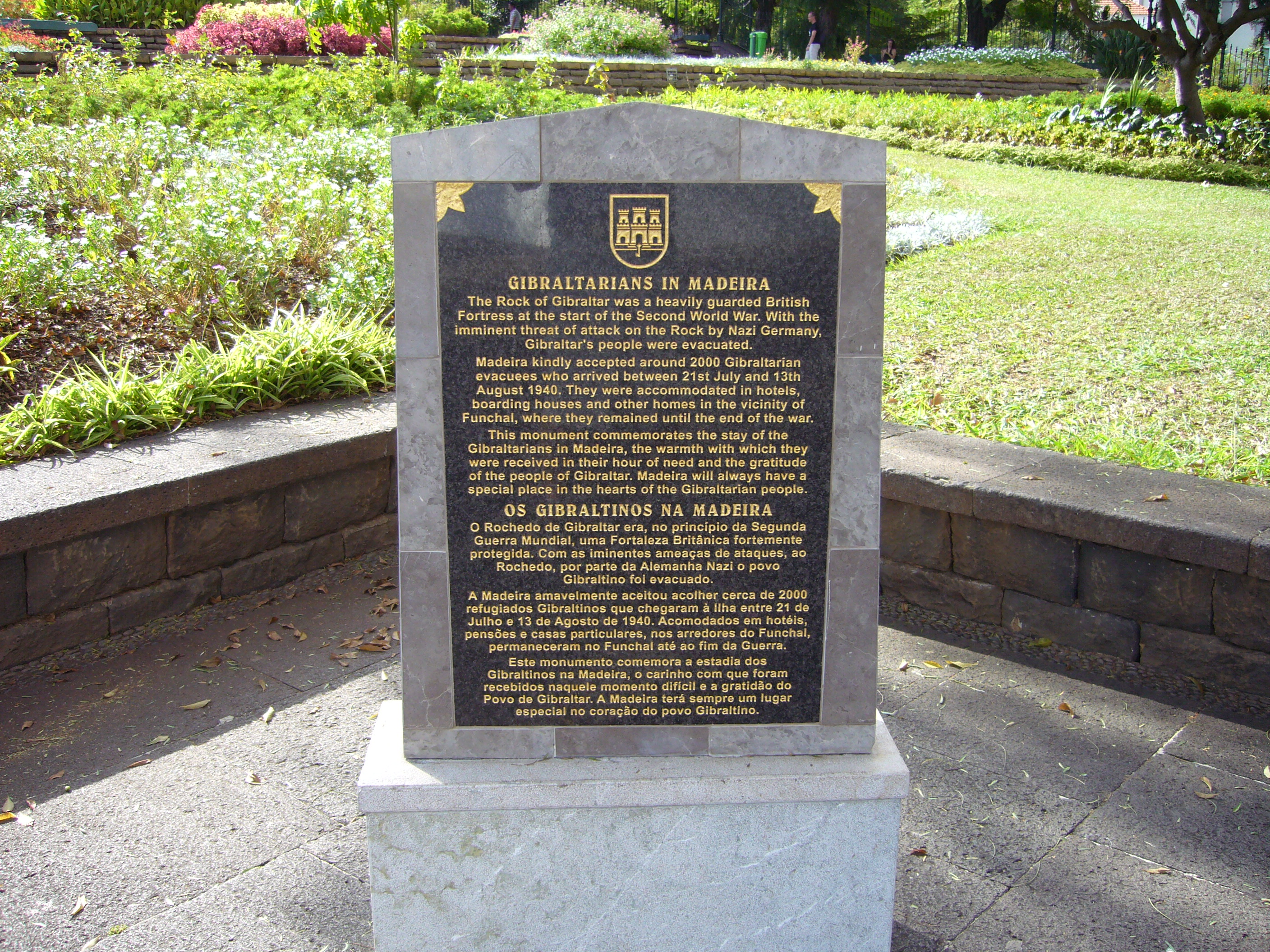
마데이라의 지브롤터 피난민을 기리는 기념비

1943년 9월 이탈리아의 항복은 피난민들의 지브롤터 귀환에 대한 모든 가능한 반대 의견을 없앴다. 그 결과, 11월에 재정착 위원회가 설립되었고, 1944년 2월 8일 위원회 회의에서 마침내 송환 우선순위가 합의되었다. 1944년 4월 6일, 첫 번째 귀환자 그룹 1,367명이 영국에서 직접 지브롤터로 도착했으며, 5월 28일에는 마데이라에서 첫 번째 송환단이 출발했고, 1944년 말까지 섬에는 비우선 피난민 520명만이 남아 있었다.
런던에서는 귀국자들이 피난민들의 전시에 사용하던 숙소에 대한 권리를 주장했고, 500명의 지브롤터인들이 스코틀랜드로, 3,000명은 북아일랜드의 캠프로 재피난되었다. 비록 총독인 노엘 메이슨-맥팔레인 중장은 피난민들을 위해 용감하게 싸웠고, 숙소 부족을 지연의 충분한 이유로 받아들이지 않았다. 1947년에도 북아일랜드 캠프에는 여전히 2,000명이 남아 있었다. 마지막 피난민들은 1951년이 되어서야 다시 지브롤터를 볼 수 있었다.

## 내용주
I^ 나중에 미국 대통령이 되었다.
II^ 원래 지브롤터 대포위 (1779년~1783년) 당시의 기술병 중대.
III^ 영국 제독 앤드루 커닝엄은 지중해 해전에서 총사령관으로서 여러 주요 해전에서 해군을 이끌었다. 여기에는 1940년 타란토 공격 (역사상 최초의 항공모함 기반 공중 공격)과 1941년 마타판곶 해전이 포함된다.

## 같이 보기
- 제2차 세계 대전 중 영국 연방의 군사 역사
- 제2차 세계 대전 기간의 스페인

## 추가 문헌
- Finlayson, Thomas James (1991). 《The Fortress Came First: Story of the Civilian Population of Gibraltar During the Second World War》. Gibraltar Books. ISBN 0-948466-12-X.
- Jackson, William (1990). 《The Rock of the Gibraltarians. A History of Gibraltar》 2판. Grendon, Northamptonshire, UK: Gibraltar Books. ISBN 0-948466-14-6. 윌리엄 잭슨 경은 1978년부터 1982년까지 지브롤터 총독을 지냈으며, 군사 역사가이자 전 지브롤터 유산 협회 친구들 회장이었다.
- Rankin, 니컬러스 랭킨 (2017). 《Defending the Rock: How Gibraltar Defeated Hitler》. London: Faber. 672쪽. ISBN 9780571307708.

징글, 조 (2011). We Thank God and England. 1940-1951년 지브롤터 민간인 피난에 대한 기념품 모음. 지브롤터 국립 기록원.
징글, 조 (2018). Between the Devil and the Deep Blue Sea. 1940-1951년 지브롤터 민간인 피난에 대한 기념품 모음. 지브롤터 국립 기록원.